# Jorge de Jesús Wabi Rosel
Gral. Jorge de Jesús Wabi Rosel es un militar mexicano que participó durante el levantamiento zapatista en Chiapas. Fue agregado militar en Israel durante el periodo de 1993-1995, Comandante de la 39 Zona Militar, en el municipio de Ocosingo, y comandante del cuartel militar El Limar, en el municipio de Tila. A Jorge de Jesús Wabi Rosel le toca combatir a los rebeldes del EZLN durante la Batalla de Rancho Nuevo. En febrero de 1999 fue ex Subinspector General del Ejército, y después se convirtió en el nuevo comandante de la Decimoquinta Zona Militar en Jalisco en sustitución de Mario Pedro Juárez Navarrete, quien estuvo solo 10 meses en el cargo.